# Guettarda frangulifolia
Guettarda frangulifolia är en måreväxtart som beskrevs av Ignatz Urban. Guettarda frangulifolia ingår i släktet Guettarda och familjen måreväxter. IUCN kategoriserar arten globalt som sårbar.
Artens utbredningsområde är Jamaica. Inga underarter finns listade i Catalogue of Life.